# Plumbyleny

Plumbyleny, R_{2}Pb

Plumbyleny (také se používá označení plumbylideny) jsou dvojvazné olovnaté analogy karbenů, jejich obecný vzorec je R2Pb, kde R označuje substituent. Plumbyleny mají 6 valenčních elektronů.
První popsanou sloučeninou z této skupiny byl dialkylplumbylen, [(Me3Si)2CH]2Pb, který připravil v roce 1973 Michael F. Lappert.
Plumbyleny se dají dělit podle druhu substituentů, na uhlíkaté a založené na prvcích 15. nebo 16. skupiny, a monohalogenované(RPbX).

## Příprava
Plumbyley se připravují transmetalacemi z olovnatých halogenidů a organolithných nebo Grignardových činidel. První popsaný plumbylen, [((CH3)3Si)2CH]2Pb, byl získán transmetalační reakcí PbCl2 s [((CH3)3Si)2CH]Li. Přidáním ekvimolárního množství RLi k PbX2 vznikají monohalogenované plumbyleny (RPbX); přidání 2 ekvivalentů vede ke vzniku disubstituovaných plumbylenů (R2Pb). Při použití organolithných či Grignardových činidel se substituentem odlišným než u RPbX se vytvoří heteroleptické plumbyleny (RR’Pb). Tímto způsobem byly vytvořeny dialkyl-, diaryl-, diamido-, dithio- a monohalogenované plumbyleny.

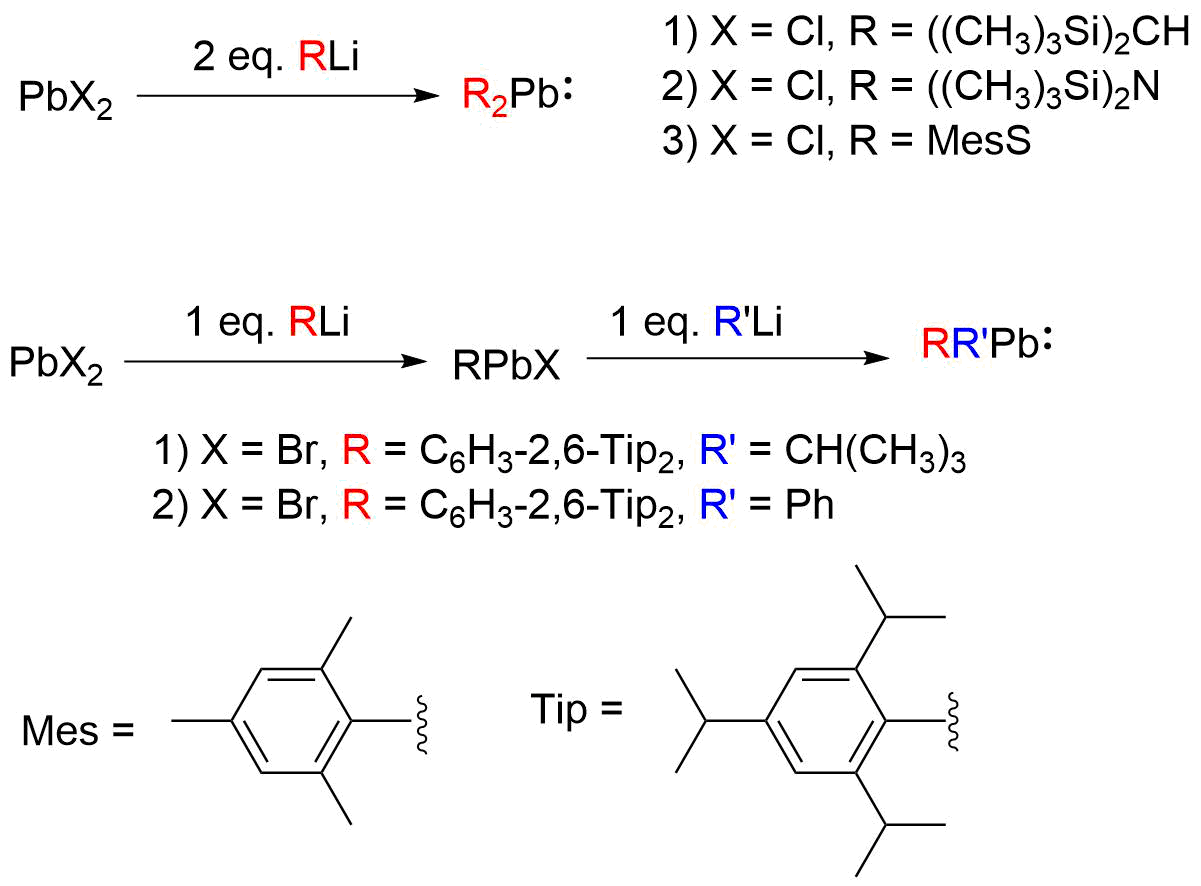
Příprava plumbylenů transmetalací

Transmetalacemi s [((CH3)3Si)2N]2Pb byly vytvořeny diaryl-, disilyl-, a nasycené N-heterocyklické plumbyleny.

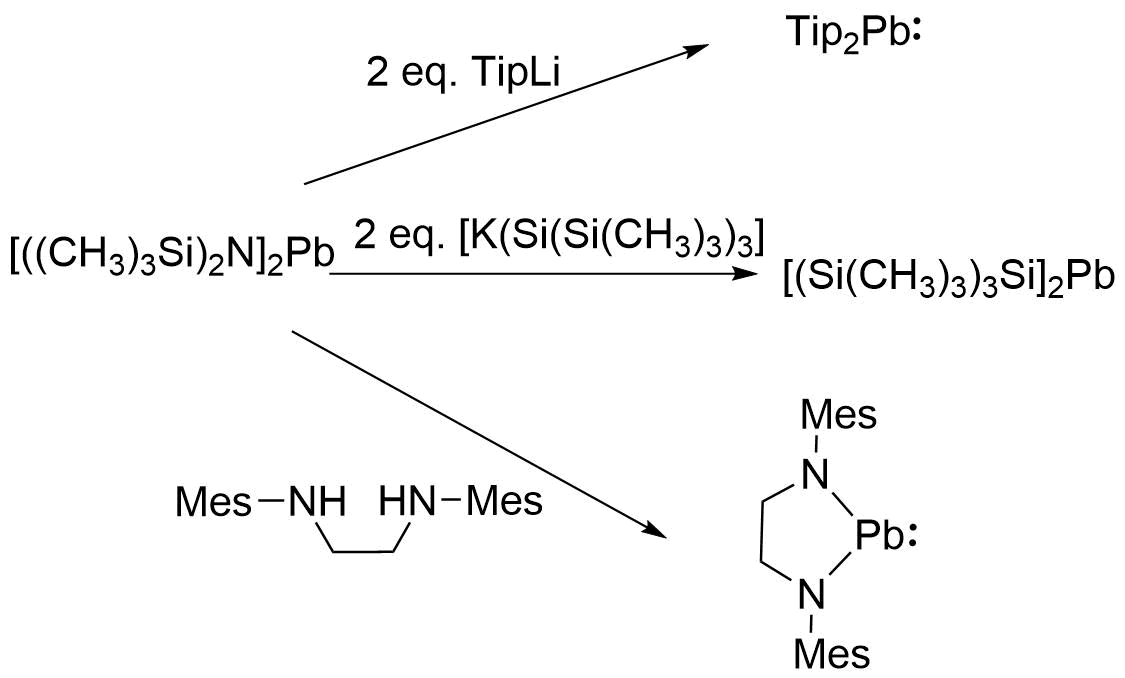
Příprava plumbylenů transmetalacemi z [((CH_{3})_{3}Si)_{2}_{2}Pb

Další možností přípravy plumbylenů je redukční dehalogenace organoolovičitých sloučenin (R2PbX2).

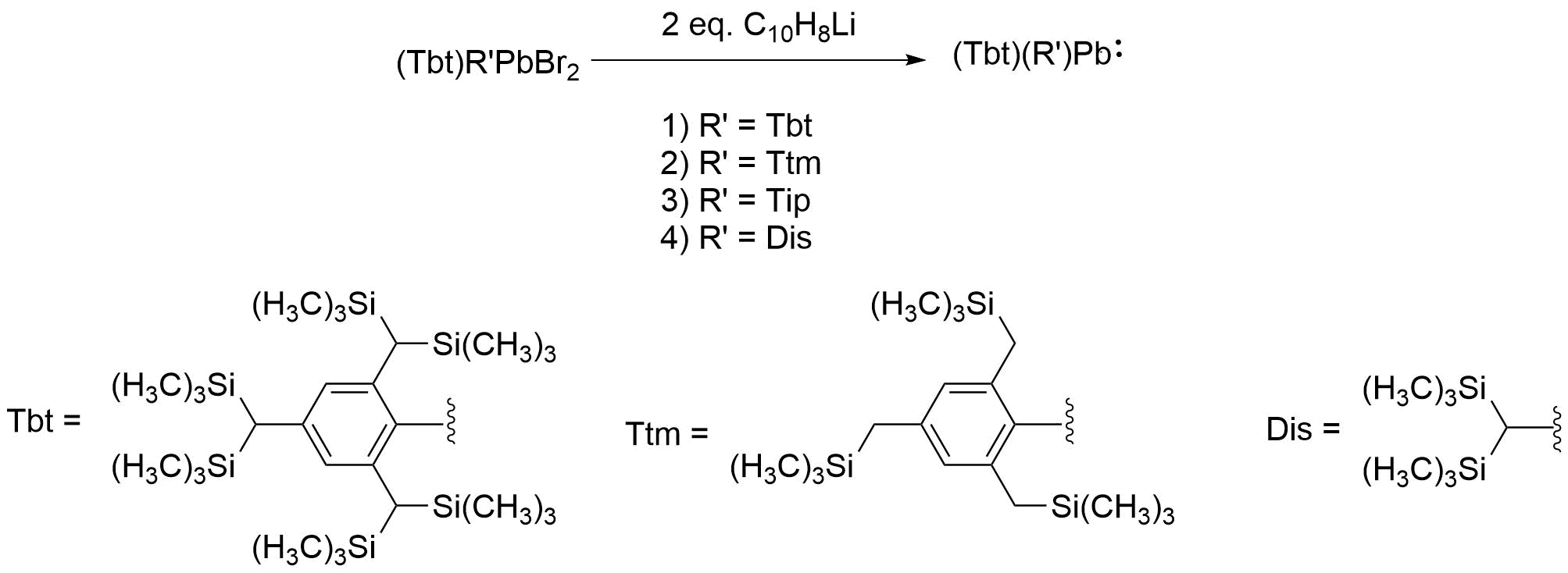
Příprava plumbylenů redukční dehalogenací organoolovičitých sloučenin

## Struktura

Vazebné orbitaly Pb u plumbylenů: volný pár v 6s a prázdný 6p

Vazby a reaktivitu plumbylenů jsou ovlivňovány kombinací zvětšování rozdílu energií mezi orbitaly s a p s rostoucím protonovým číslem prvků 14. skupiny a silným relativistickým stažením orbitalu 6s u olova, vedoucímu k omezení sp hybridizace orbitalu 6s, který se tak stává nereaktivním. Plumbyleny také vytvářejí pouze singletové spinové stavy, protože rozdíl energie mezi singletovým a tripletovým stavem je velmi velký, a v roztocích se vyskytují v rovnováze mezi monomerní a dimerní formou. Tímto se liší od karbenů, které často mají tripletové základní stavy a snadno se dimerizují na alkeny.
Dimethylolovo, (CH3)2Pb, má délku vazeb Pb–C 226,7 pm a vazebný úhel C–Pb–C činí 93,02°; rozdíl energie mezi singletem a tripletem je 155 kJ mol−1.

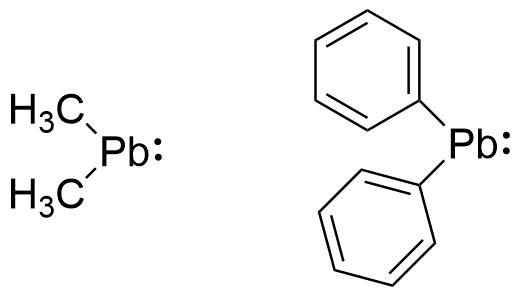
Dimethylolovo, (CH_{3})_{2}Pb, a difenylolovo, (C_{6}H_{5})_{2}Pb

U difenylolova, (C6H5)2Pb,) byly pomocí metod výpočetní chemie prozkoumány molekulové a nevazebné orbitaly) a ukázalo se, že HOMO se skládá převážně z 6s a LUMO z 6p. Nevazebné orbitaly jsou tvořeny 6s obsahujícím volný pár a 6p, který je prázdný.
Délka vazby Pb–C je 230,3 pm a velikost úhlu C–Pb–C 105,7°. Větší vazebný úhel u (C6H5)2Pb oproti (CH3)2Pb lze vysvětlit větším odpuzováním fenylových skupin, které jsou stericky objemnější než methylové.
Plumbyleny se vyskytují jako reaktivní meziprodukty při tvorbě plumbanů (R4Pb). Přestože přítomnost inertního páru naznačuje, že dvojvazný stav by měl být termodynamicky stabilnější než čtyřvazný, tak jsou za nepřítomnosti stabilizujících substituentů plumbyleny citlivé na teplo a světlo, a jsou náchylné k polymerizacím a disproporcionacím, při nichž vzniká kovové olovo.
Plumbyleny lze stabilizovat v monomerní formě navázáním ligandů se silnými sterickými efekty (zde jde o kinetickou stabilizaci) nebo pomocí substituentů obsahujících heteroatomy, schopnými dodávat elektronovou hustotu do prázdných orbitalů 6p (pak se jedná o stabilizaci termodynamikou).

### Dimerizace

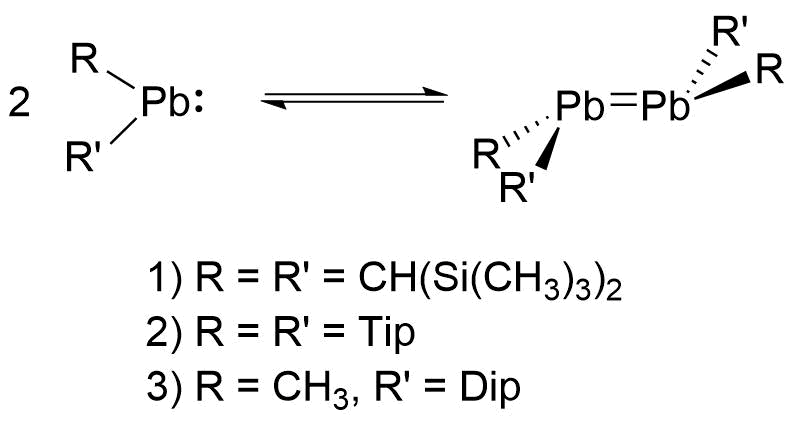
Rovnováha (v roztoku) mezi monomerním plumbylenem adinerním diplumbenem

Plumbyleny se mohou dimerizovat dvěma způsoby: tvorbou dvojné vazby Pb=Pb za vzniku diplumbenu, nebo interakcemi můstkových halogenidů. Nehalogenované plumbyleny vytvářejí v roztocích rovnováhu mezi monomerem a dimerem a, vzhledem k nízké dimerizační energii, se v pevném skupenství mohou v závislosti na sterických efektech substituentů vyskytovat jako monomery i dimery. Posílení těchto sterických efektů může zamezit blízkému přiblížení molekul plumbylenů a způsobit, že se v roztocích nebo i pevném skupenství budou vyskytovat výhradně jako monomery.
Řídicí síla dimerizace je vytvářena Lewisovskou amfoteritou plumbylenů, jejichž prázdný orbital 6p funguje jako Lewisova kyselina a volný pár v 6s jako slabá Lewisova zásada.

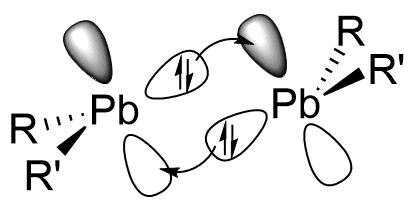
Diagram valenčních vazeb diplumbenu, znázorňující dodávání volných párů z 6s orbitalu Pb do prázdných orbitalů 6p sousedního atomu Pb

Diplumbeny mají podobnou strukturu jako jejich lehčí neuhlíkaté analogy (disileny, digermyleny, distannyleny). Délky vazeb Pb–Pb u diplumbenů (290 – 353 pm) se ukázaly jako větší než u čtyřvazných diplumbanů R3PbPbR3 (284 – 297 pm). Tyto údaje, společně s nízkou vypočítanou dimerizační energií 24 kJ mol−1 u Pb2H4, ukazují na slabé násobné vazby. Tento výsledek, v rozporu s obecným zesilováním vazeb s rostoucím řádem, je způsoben tím, že donor-akceptorové interakce párů 6s-6p ve vazbách Pb=Pb se stávají energeticky méně výhodnými než překryv orbitalů spn (jež se vyznačuje vyšší mírou hybridizace než u diplumbenů) v jednoduchých vazbách Pb–Pb.
V monohalogenovaných plumbylenech atomy halogenů na jednom plumbylenu dodávají volné páry prostřednictvím můstků do prázdných 6p orbitalů olova. Monohalogenované plumbyleny se většinou vyskytují v roztocích jako monomery a v pevné podobě jako dimery, ovšem dostatečně objemné substituenty na olovu mohou i zde stericky zamezit dimerizaci.
V důsledku snižování dimerizační energie u prvků 14. skupiny, kde monohalogenované stannyleny a plumbyleny tvoří dimery skrze halogenové můstky, se monohalogenované silyleny a germyleny dimerizují přes sloučeniny s násobnými vazbami.

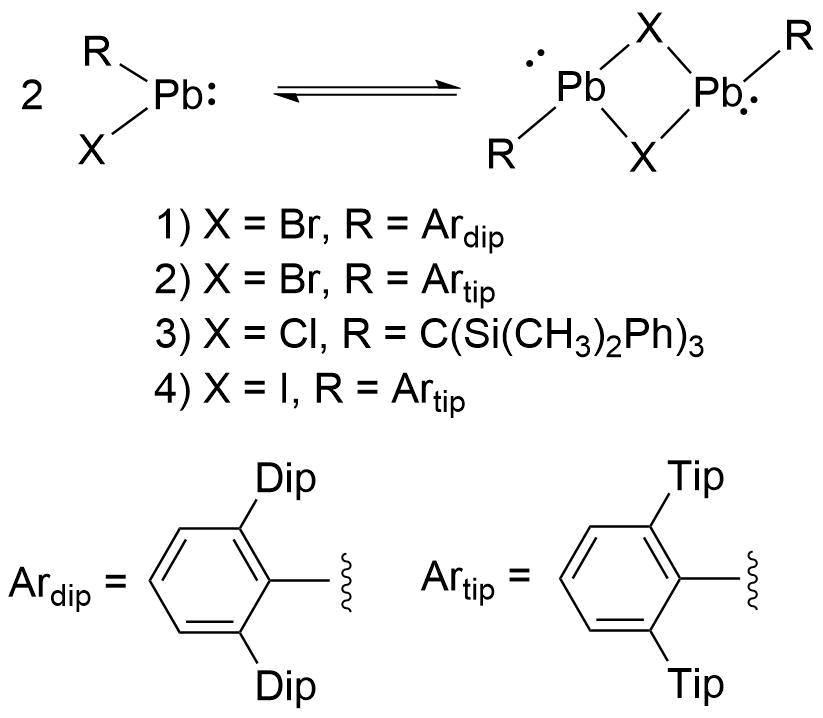
Rovnováha mezi monomerem a dimerem s halogenovým můstkem u monohalogenovaných plumbylenů

N-heterocyklické plumbyleny se dimerizují za současné aktivace vazeb C–H, rovnováha mezi monomerem a dimerem, která se vytváří v roztocích, je způsobována štěpením arylových vazeb C–H a tvorbou vazeb Pb–C a N–H. Studiemi na základě teorie funkcionálu hustoty bylo zjištěno, že reakce probíhá jako elektrofilní substituce na arenové skupině jednoho plumbylenu, kam se naváže atom olova z druhého, vznik vazeb Pb–C a N–H probíhá soustředěně namísto inserce Pb na vazbu C–H.

### Stabilizující vnitromolekulové interakce substituentů majících volné elektronové páry

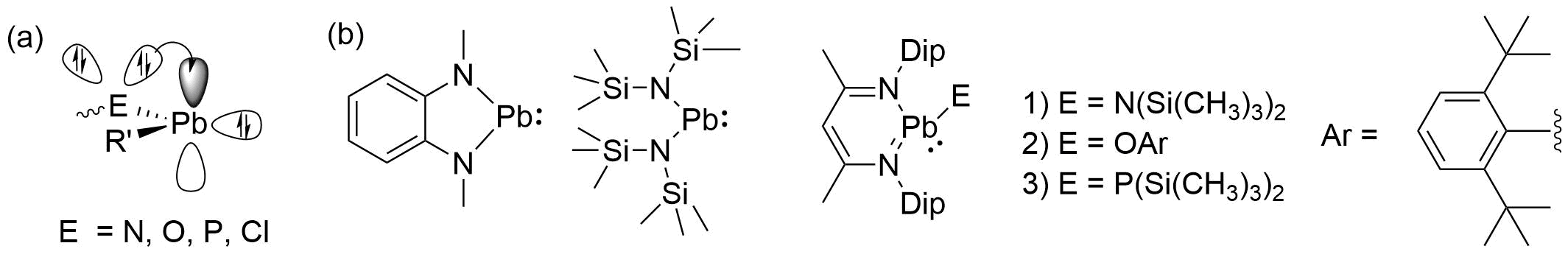
(a) Diagram valenčních orbitalů se znázorněním dodáváním elektronů z volného páru heteroatomu E do prázdného 6p orbitalu sousedního Pb. (b) Příklady plumbylenů stabilizovaných heteroatomy

Plumbyleny mohou být stabilizovány dodáváním elektronů do prázdných orbitalů atomů olova. Docházet zde může k rezonancím z volných elektronových párů atomů přímo navázaných na olovo a ke koordinacím Lewisových zásad v libovolných částech molekul.
Prvky 15. a 16. skupiny přímo navázané na Pb dodávají volné páry podobným způsobem jako při stabilizaci Fischerových karbenů. Jako donory elektronů vzdálenější od Pb mohou fungovat například atomy dusíku, vytvářející vazbami na olovo šestičlenné kruhy. I atomy fluoru v trifluoromethylových skupinách se mohou koordinovat na olovo a vytvořit [2,4,6-(CF3)3C6H2]2Pb.

### Agostické interakce
Plumbyleny mohou být stabilizovány agostickými interakcemi. Výpočty podle teorie funkcionálu hustoty u [(R(CH3)2Si){(CH3)2P(BH3)}CH]2Pb (R = Me or Ph) ukázal, že tyto interakce mezi vazebnými orbitaly B–H a prázdnými 6p orbitaly snížily energie molekul přibližně o 160 kJ mol−1; tyto výsledky byly potvrzeny strukturami získanými pomocí rentgenové krystalografie, kde se objevilo přednostní umístění těchto vazeb B–H v blízkosti Pb.

## Reaktivita
Nestabilizované plumbyleny jsou, jak je již uvedeno výše, náchylné k polymerizacím a disproporcionacím a plumbyleny bez objemných substituentů se dimerizují. Níže jsou popsány reakce stabilizovaných plumbylenů.

### Tvorba aduktů Lewisových kyselin a zásad

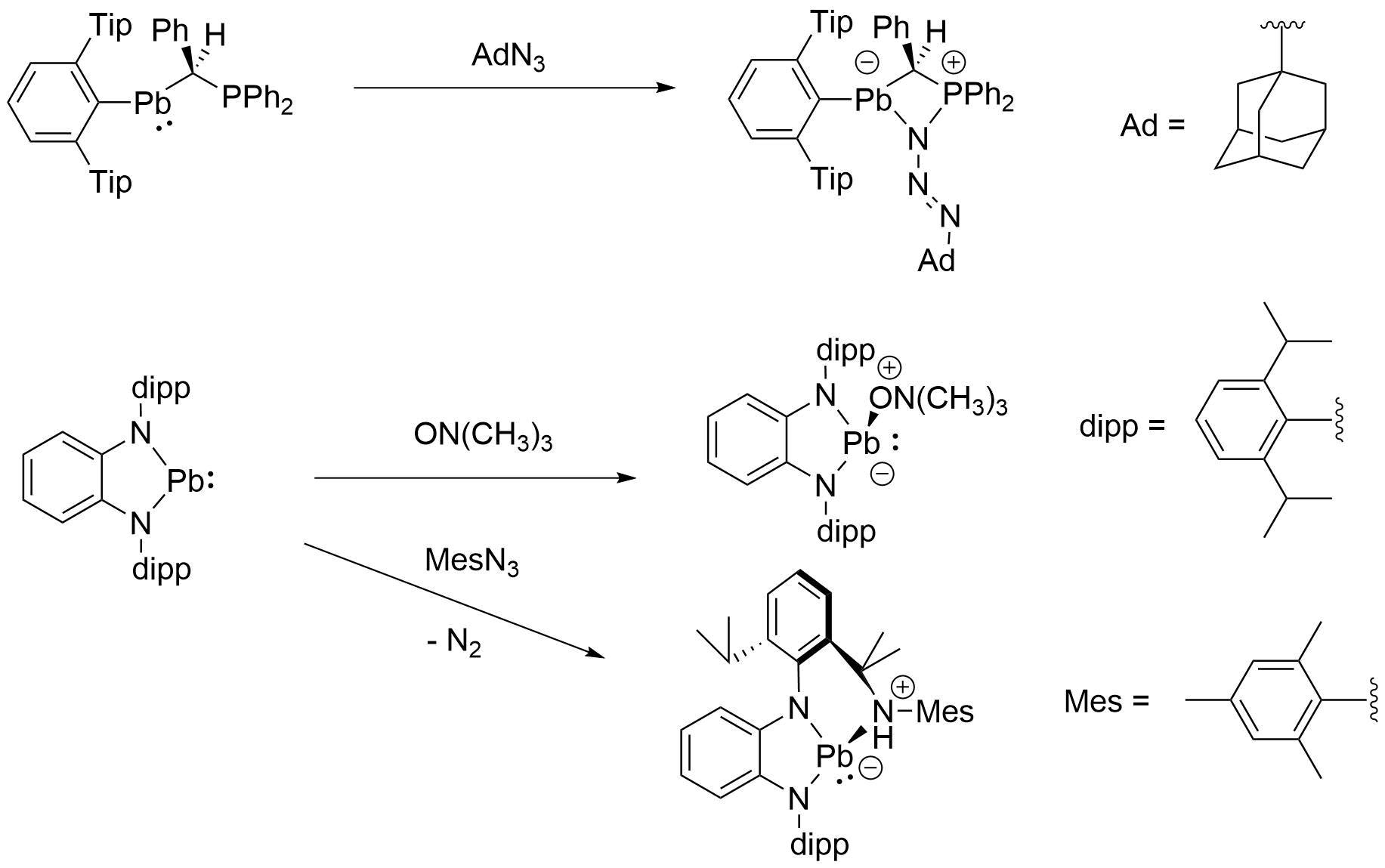
Reakce plumbylenů s Lewisovými zásadami

Plumbyleny jsou skrze prázdné 6p orbitaly Lewisovými kyselinami a tvoří adukty s Lewisovými zásadami, jako je například trimethylamin-N-oxid (Me3NO), 1-azidoadamantan (AdN3), a mesitylazid (MesN3). Oproti tomu reakce stannylenů s Me3NO vedou k příslušným distannoxanům (oxidací Sn2+ na Sn4+) namísto Lewisovských aduktů, což lze vysvětlit tak, že cín, jenž je v periodické tabulce o periodu výše než olovo, má vliv inertních párů slabší a je tak náchylnější k oxidaci.
U AdN3 se koncový dusík azidoadamantau váže na plumbylen vznikem můstku mezi Lewisovsky kyselým atomem Pb a zásaditým atomem P; v případě MesN3 azid uvolňuje N2 za vzniku nitrenu, který se poté naváže na vazbu C-H arenové skupiny a koordinuje na Pb jako Lewisova zásada.

### Inserce

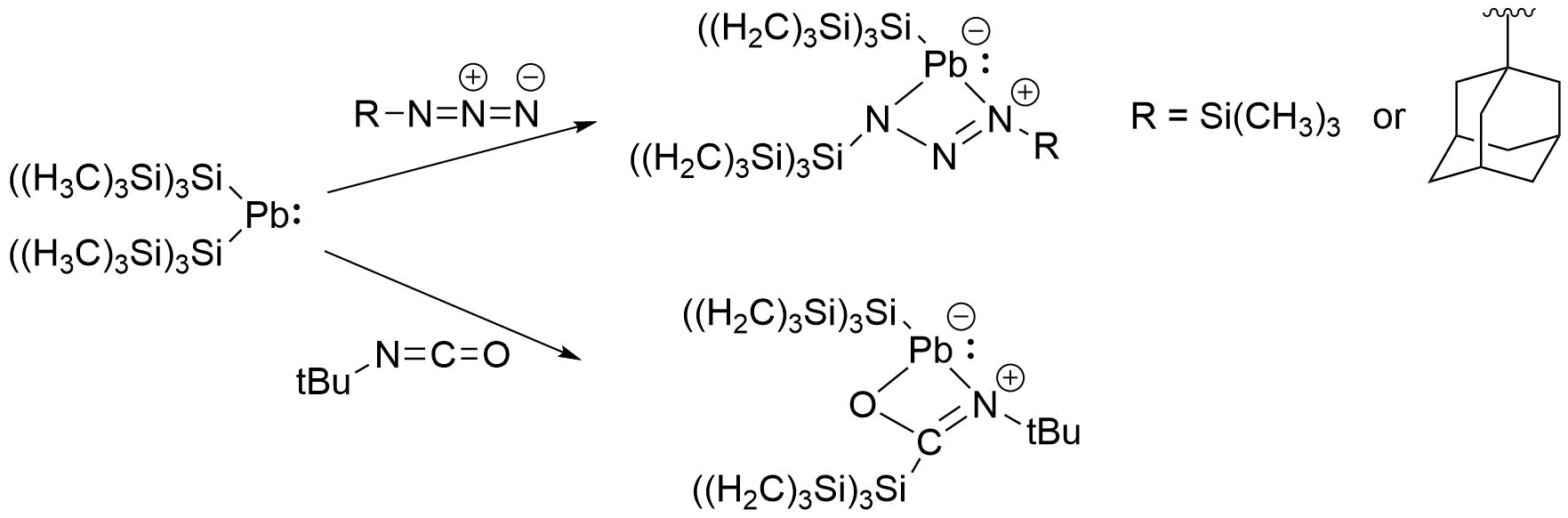
Navázání alkylazidu a izokyanátu na [(Si(CH_{3})_{3})_{3}_{2}Pb

Podobně jako karbeny a obdobné sloučeniny prvků 14. skupiny se plumbyleny mohou účastnit inserčních reakcí, obzvláště pak napojování na vazby C–X (X = Br, I) a E–E (E = S, Se).

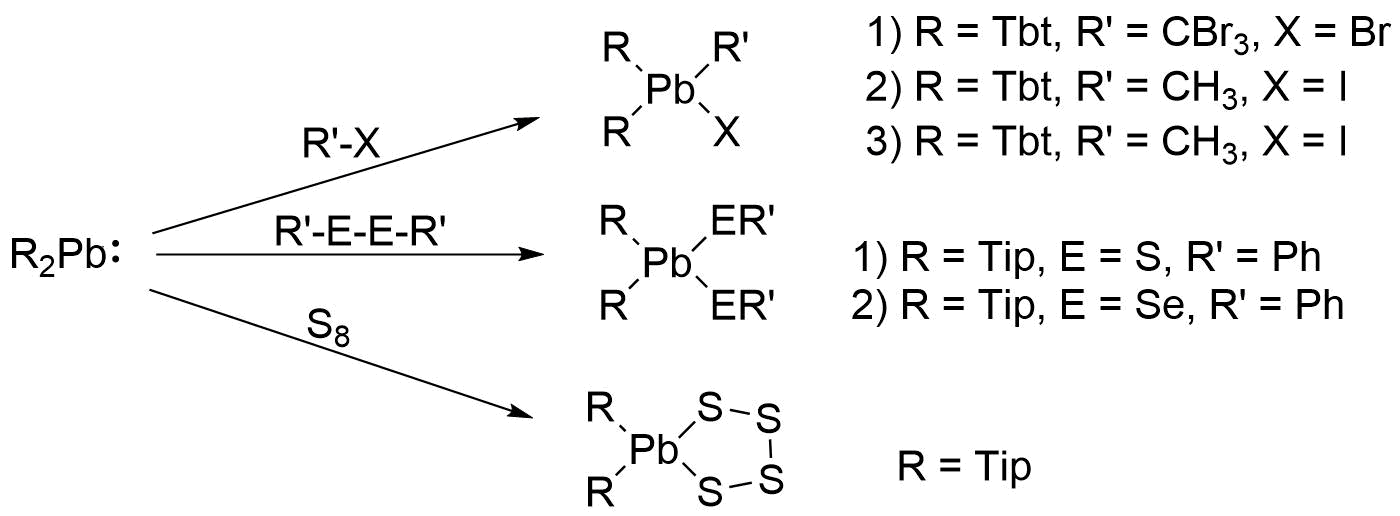
Inserční reakce R_{2}Pb s R'–X (X = Br, I), R'–E–E–R' (E = S, Se) a S_{8}

Může také proběhnout navázání na vazby olovo-substituent. V následujících případech jsou tyto reakce doprovázeny vnitromolekulárními přesmyky, při kterých se silnější donory elektronů přesunují vedle olova chudého na elektrony.

### Transmetalace
Plumbyleny vstupují do nukleofilních substitučních reakcí s organomkovovými sloučeninami za vzniku transmetalovaných produktů. Příkladem může být reakce TlPF6, majícího albě koordinující hexafluorfosforečnanový anion (PF6−), za vzniků krystalů oligonukleární sloučeniny olova s řetězovitou strukturou.

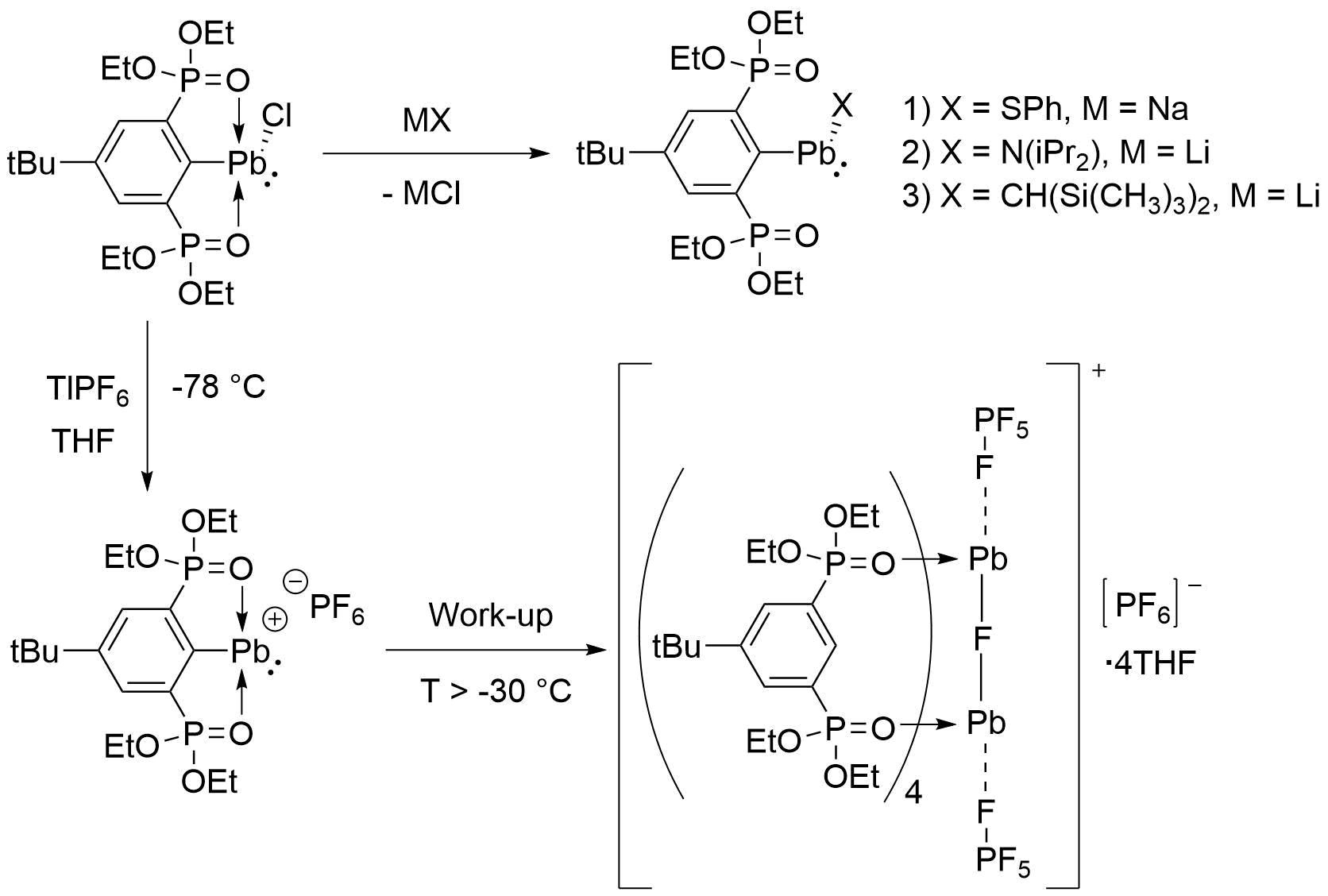
Transmetalace plumbylenů s organokovovými sloučeninami (nahoře) a tvorba oligomerní sloučeniny olova (dole)

Plumbyleny lze také zapojit do reakcí se sloučeninami prvků 13. skupiny E(CH3)3 (E = Al, Ga).

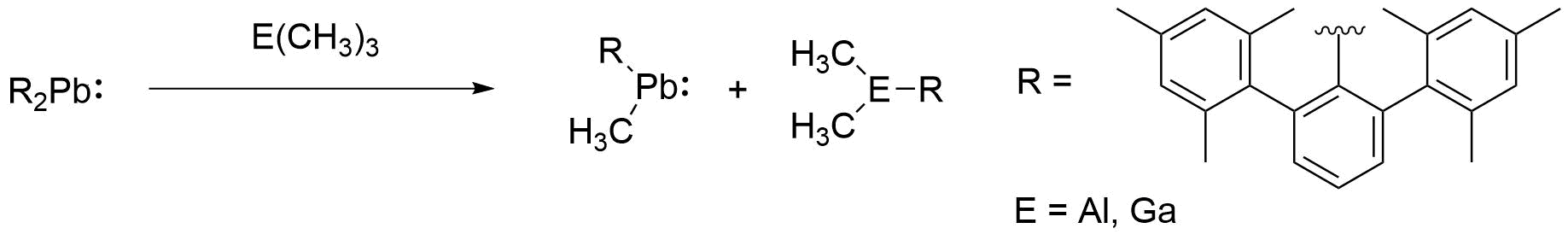
Reakce R_{2}Pb a E(CH_{3})_{3} (E = Al, Ga); zde se vzniklý plumbylen dimerizuje na diplumben.

Plumbyleny mající rozdílné substituenty se také mohou účastnit transmetalací a výměn substituentů, kde řídicí silou bývá snížení sterického napětí a nízká energie vazby Pb-C.

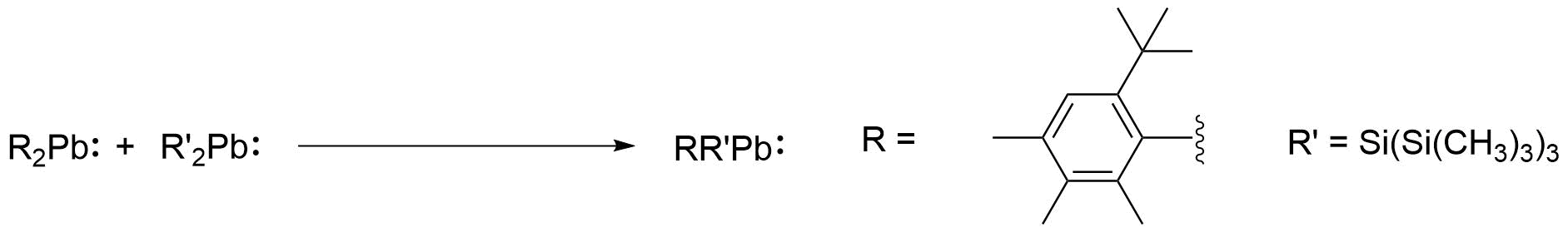
Transmetalační reakce R_{2}Pb s R’_{2}Pb

## Využití

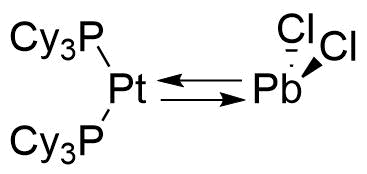
Synergické σ-donor-σ-akceptorové interakce PbCl_{2} s Pt(PCy_{3})_{2}

Plumbyleny lze použít jako současně σ-donorové i σ-akceptorové ligandy v komplexech kovů, kde jim vlastnosti σ-donorů dodávají zaplněné 6s orbitaly a σ-akceptory jsou prostřednictvím 6p orbitalů.
Plumbyleny stabilní za pokojové teploty mohou být prekurzory olovnatých materiálů při chemické depozici z plynné fáze. Dithioplumbyleny jsou vhodné pro polovodiče založené na sulfidu olovnatém a dialkoxyplumbyleny pro piezoelektrické PZT.